# 平公連
平 公連（たいら の きんつら/きみつら）は、平安時代中期の武将。平良兼の子。下総権少掾。字は六平と伝わる。

## 略歴
父・良兼らが従兄弟の平将門と度々争い、勝利して将門の妻子を捕らえ上総に拉致すると、兄・公雅と共にこれを将門の許に逃がしたとされる。
天慶2年（939年）に将門が叛乱をおこして平貞盛・藤原秀郷らに討たれた後、征東大将軍・藤原忠文の副将の一人藤原忠舒によって押領使に任命され、天慶3年（940年）4月8日を以って下総国に入部して残党の掃討を行った。

## 登場作品
テレビドラマ
- 『風と雲と虹と』（1976年、NHK大河ドラマ、演：森井信好）